# Tubariopsis
Tubariopsis is een monotypisch geslacht van schimmels behorend tot de familie Bolbitiaceae. Het bevat alleen de soort Tubariopsis torquipes. 